# Дескриптор шлюза
Дескриптор шлюза — служебная структура данных, служащая для различных переходов. Используется только в защищённом режиме. В реальном режиме некоторым аналогом может служить дальний адрес. Длина дескриптора стандартна и равна восьми байтам.

Структура дескриптора шлюза вызова (курсивом обозначены поля, которых не было в 80286

- Смещение (англ. Offset, жёлтые поля) — смещение процедуры в сегменте кода;
- Селектор (англ. Selector, оранжевое поле) — селектор сегмента процедуры, на который происходит переход. Может быть сегментом кода или TSS;
- Количество параметров (англ. Words count, голубое поле, биты 32-36) — количество слов (16-разрядный стек) или двойных слов (32-разрядный стек), копируемых из стека вызывающей программы в стек вызываемой процедуры. Актуально только при смене уровня привилегий; используется только в шлюзах вызова (Call Gate)
- Тип/права доступа (голубые поля, биты 40-47) — права доступа к шлюзу и его тип (см. Дескриптор сегмента — типы системных сегментов).

Селектор и смещение составляют обычный дальний адрес точки входа в процедуру.
При выполнении дальних команд CALL, JMP с указанием селектора шлюза, значение смещения, указываемого в команде игнорируется. 
Алгоритм перехода с использованием шлюза:
- Если уровень привилегий вызываемого сегмента кода численно меньше CPL, то происходит смена стека: из соответствующих полей TSS загружаются новые значения SS, (E)SP;
- Если была смена стека, то в новый стек сохраняется предыдущие значения SS, (E)SP (до вызова);
- Если была смена стека, а шлюз является шлюзом вызова, то в новый стек копируются WC слов/двойных слов из стека вызывающей программы;
- Если это шлюз прерывания или ловушки, то сохраняется значение (E)Flags;
- Сохраняется текущее значение CS, (E)IP;
- Из дескриптора шлюза в регистры CS:(E)IP загружается новый дальний адрес, указанный в соответствующих полях дескриптора;

Теперь подробнее:

## Шлюз вызова (англ.Call Gate)
см также en:Call gate
Нельзя использовать в IDT.
Характерной особенностью шлюза вызова является наличие поля WC, благодаря которому возможна передача до 25=32 слов/двойных слов вызываемой процедуре через стек. Подробнее данный тип шлюза описан в статье Сегментная защита памяти

## Шлюз задачи (англ.Task Gate)
Может использоваться в любой из трёх дескрипторных таблиц.
Единственная особенность этого шлюза состоит в том, что в качестве сегмента указан сегмент TSS. Поля смещения не используются и могут иметь любое значение.

## Шлюз прерывания (англ.Interrupt Gate)
Этот шлюз используется только в IDT.
Его особенностью является сброс флага прерываний IF при входе в процедуру обработки. Так как прежнее значение регистра флагов сохраняется в стеке, то при выходе из процедуры обработки флаг IF принимает исходное положение. Это позволяет обрабатывать некоторые прерывания в режиме CLI.

## Шлюз ловушки (англ.Trap Gate)
Этот шлюз используется только в IDT.
Самый простой шлюз. При поступлении прерывания просто переходит на процедуру обработки (при необходимости производится переключение стека).